# پینکیلونی (پونو)
پینکیلونی (به اسپانیایی: Pinkilluni) یک کوه در پرو است که در پرو واقع شده‌است. پینکیلونی ۴٬۸۰۰ متر بالاتر از سطح دریا واقع شده‌است.